# Waltraud Roick
Waltraud Roick (* 23. Februar 1948 in Lübeck) ist eine ehemalige deutsche Ruderin.

## Biografie
Waltraud Roick gewann das Deutsche Meisterschaftsrudern 1966 und 1967 im Einer. 1968 wurde sie zudem Deutsche Meisterin im Doppelvierer.
Bei den Olympischen Sommerspielen 1976 in Montreal war Roick Teil der deutschen Crew, die in der Regatta mit dem Achter den fünften Platz belegte.